# Баргштет (Холштајн)
Баргштет (њем. Bargstedt) општина је у њемачкој савезној држави Шлезвиг-Холштајн. Једно је од 165 општинских средишта округа Рендсбург. Према процјени из 2010. у општини је живјело 766 становника. Посједује регионалну шифру (AGS) 1058011.

## Географски и демографски подаци
Баргштет се налази у савезној држави Шлезвиг-Холштајн у округу Рендсбург. Општина се налази на надморској висини од 26 метара. Површина општине износи 25,3 km². У самом мјесту је, према процјени из 2010. године, живјело 766 становника. Просјечна густина становништва износи 30 становника/km².